# Равновесие Нэша
Равнове́сие Нэ́ша — концепция решения, одно из ключевых понятий теории игр. Так называется набор стратегий в игре для двух и более игроков, в котором ни один участник не может увеличить выигрыш, изменив свою стратегию, если другие участники своих стратегий не меняют. Джон Нэш доказал существование такого равновесия в смешанных стратегиях в любой конечной игре.

## История

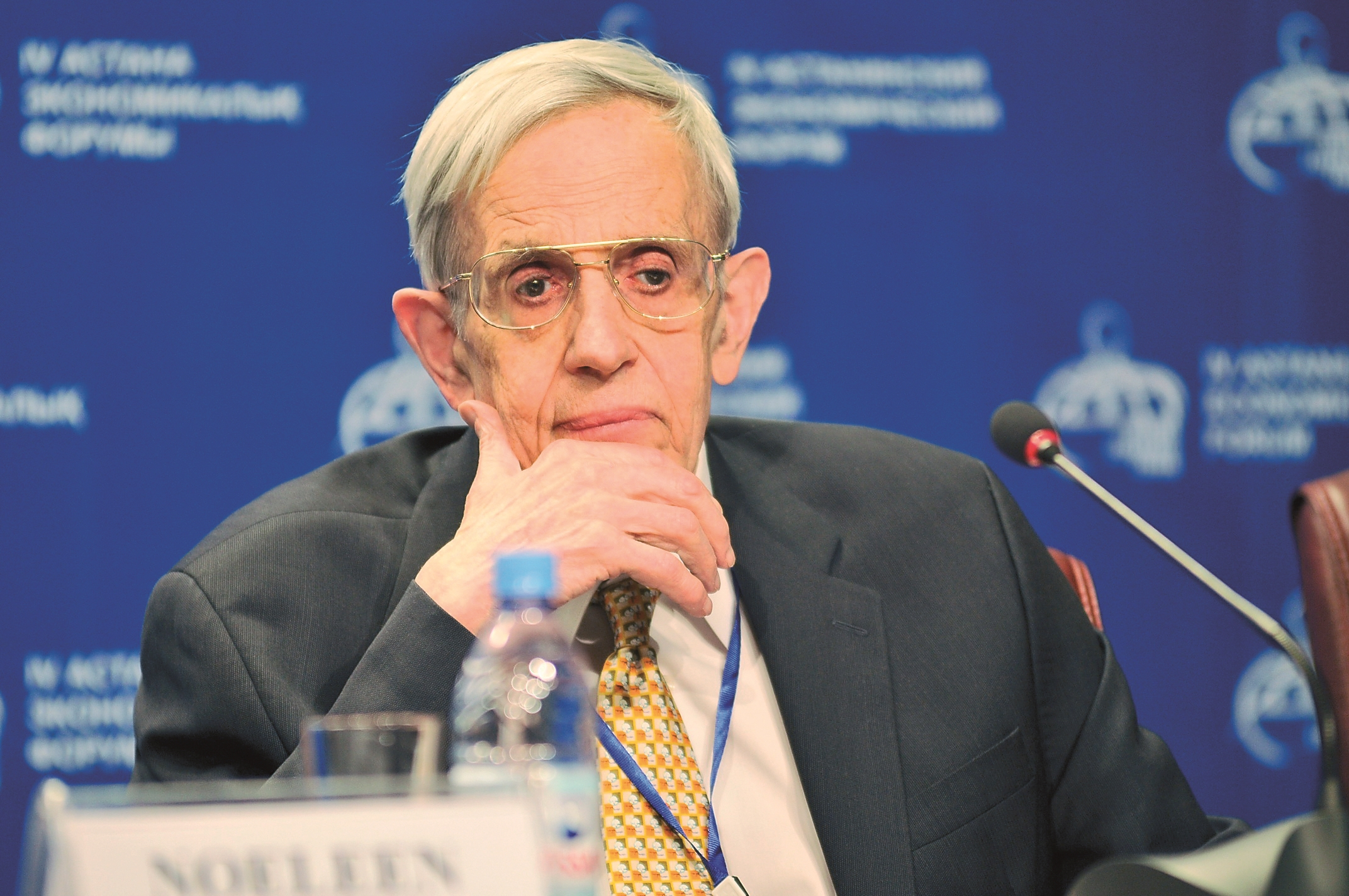
Джон Форбс Нэш

Эта концепция впервые использована Антуаном Огюстом Курно. Он показал, как найти то, что мы называем равновесием Нэша, в игре Курно. Нэш первым доказал, что подобные равновесия должны существовать для всех конечных игр с любым числом игроков. Это было сделано в его диссертации по некооперативным играм в 1950 году.
До Нэша это было доказано только для игр с 2 участниками с нулевой суммой Джоном фон Нейманом и Оскаром Моргенштерном (1947).

## Математическая формулировка

Соотношение равновесных концепций решения. Стрелками обозначено направление от рафинирований к менее требовательным концепциям

Допустим, {\displaystyle (S,H)} — некооперативная игра n лиц в нормальной форме, где S — набор чистых стратегий, а H — набор выигрышей. Когда каждый игрок {\displaystyle i\in \{1,...,n\}} выбирает стратегию {\displaystyle x_{i}\in S} в профиле стратегий {\displaystyle x=(x_{1},...,x_{n}),} игрок i получает выигрыш {\displaystyle H_{i}(x).} Заметьте, что выигрыш зависит от всего профиля стратегий: не только от стратегии {\displaystyle x_{i}}, выбранной самим игроком i, но и от чужих стратегий {\displaystyle x_{-i}}, то есть всех стратегий {\displaystyle x_{j}} при {\displaystyle j\neq i}. Профиль стратегий {\displaystyle x^{*}\in S} является равновесием по Нэшу, если изменение своей стратегии с {\displaystyle x_{i}^{*}} на {\displaystyle x_{i}} не выгодно ни одному игроку {\displaystyle i}, то есть для любого {\displaystyle i}
{\displaystyle H_{i}(x^{*})\geqslant H_{i}(x_{i},x_{-i}^{*}).}
Игра может иметь равновесие Нэша в чистых стратегиях или в смешанных (то есть при выборе чистой стратегии стохастически с фиксированной частотой). Нэш доказал, что если разрешить смешанные стратегии, тогда в каждой игре n игроков будет хотя бы одно равновесие Нэша.

## Примеры использования понятия

### Социология
В социологической теории рационального выбора отдельно подчёркивается, что устойчивое состояние общества (социальное равновесие) может отличаться от оптимального (социальный оптимум). Такие неоптимальные, но устойчивые состояния и называют в социологии равновесием Нэша.
|         |   | Актор B      | Актор B      |
| 1       | 2 |              |              |
| ------- | - | ------------ | ------------ |
| Актор A | 1 | A: +1, B: +1 | A: −1, B: +2 |
| Актор A | 2 | A: +2, B: −1 | A: 0, B: 0   |

В таблице слева приведена структура действия в терминах теории игр, составленная для двух действующих субъектов (акторов). Каждый актор имеет два варианта действия, обозначенных цифрами 1 и 2. Коэффициенты вознаграждения, получаемые ими при выборе определённых вариантов действия, указаны в соответствующих ячейках таблицы. Предположим, что в данный момент оба актора используют действие 2, а их вознаграждения соответственно равны нулю. Выбрав действие 1, актор A ухудшит собственную ситуацию на одну позицию (A: −1, B: +2). Аналогично актор B самостоятельно выбрав вариант 1, в то время когда актор A продолжает использовать действие 2, только ухудшит свою ситуацию (A: +2, B: −1). Таким образом, несмотря на то, что оба актора понимают, что оптимальным для них была бы ситуация, когда оба они используют действие 1 (вознаграждение — A: +1, B: +1), ни у одного из них нет мотива к изменению ситуации, а равновесие становится результатом отсутствия таких мотивов. Если система уже находится в оптимальном состоянии (когда оба актора выбрали действие 1), то у обоих из них всегда будет искушение начать использовать действие 2, которое принесёт им вознаграждение за счёт другого игрока. Этот пример иллюстрирует возможность существования двух социальных состояний: устойчивого, но неоптимального (оба актора используют вариант 2); а также второго оптимального, но неустойчивого (оба актора используют вариант 1).

### Политология
Для объяснения различных явлений в политической теории часто используется понятие ядра́, являющееся более слабым вариантом равновесия Нэша. Ядром называют набор состояний, в каждом из которых ни одна группа акторов, способных выстроить новое (отсутствующее в данном ядре) состояние, не улучшит своей ситуации по сравнению с их состоянием в данном ядре.

### Экономика
В отрасли имеются две фирмы № 1 и № 2. Каждая из фирм может установить два уровня цен: «высокие» и «низкие». Если обе фирмы выберут высокие цены, то каждая будет иметь прибыль по 3 млн. Если обе выберут низкие, то каждая получит по 2 млн. Однако, если одна выберет высокие, а другая низкие, то вторая получит 4 млн, а первая только 1 млн. Наиболее выигрышный в сумме вариант — одновременный выбор высоких цен (сумма = 6 млн). Однако это состояние (при отсутствии картельного сговора) нестабильно из-за возможности относительного выигрыша, которая открывается перед фирмой, отступившей от этой стратегии. Поэтому обе компании с наибольшей вероятностью выберут низкие цены. Хотя этот вариант и не даёт максимального суммарного выигрыша (сумма = 4 млн), он исключает относительный выигрыш конкурента, который тот мог бы получить за счёт отступления от взаимно-оптимальной стратегии. Такая ситуация и называется «равновесием по Нэшу».
В модели олигополии Штакельберга для двух фирм-участников бескоалиционной игры можно принять, что существует две стратегии: 1. дуополист Курно (K) и дуополист Штакельберга (S), то есть S-стратег. Таким образом для двух игроков возможны следующие стратегии: 
(K1;K2) (K1;S2);(K2;S1);(S1;S2). Как следует из построения модели прибыль при выборе стратегии S: {\displaystyle \pi ^{1}={\frac {(a-c)^{2}}{8b}}}, а при выборе стратегии K: {\displaystyle \pi ^{2}={\frac {(a-c)^{2}}{16b}}}, видно, что максимальный выигрыш первого игрока реализуется в ситуации (S1;K2), а второго (K1;S2). Так как эти ситуации несовместимы, то есть не могут реализоваться одновременно, то получить максимальный выигрыш оба игрока одновременно не могут. В данном случае оптимальным поведением обоих игроков будет выбор стратегии S, так как в этом случае стратегия S лучше стратегии K с точки зрения минимального возможного выигрыша. В данном случае выбор (S1;S2) является равновесием по Нэшу. Односторонее отклонение от данной стратегии автоматически уменьшает выигрыш любого из игроков, при этом суммарный выигрыш в данном типе равновесия меньше суммарного выигрыша при выборе стратегии (K1;K2) обоими игроками. Однако в условиях данной модели при отсутствии обмена информацией между игроками отклонение от равновесия по Нэшу не будет реализовано в виду повышенного риска того, что второй игрок может воспользоваться ситуацией и не выбрать стратегию K.

### Военное дело
Концепция взаимного гарантированного уничтожения. Ни одна из сторон, владеющих ядерным оружием, не может ни безнаказанно начать конфликт, ни разоружиться в одностороннем порядке.